# Partido Democrata Independente
O Partido Democrata Independente (em servo-croata:  Samostalna demokratska stranka/Самостална демократска странка) foi um partido político de ideologia liberal do Reino da Iugoslávia fundado em 1924. É considerado o maior partido de sérvios em território croata. O programa do partido era baseado na união dos eslavos do sul e contra a adesão da Iugoslávia ao Pacto Tripartite. Após a invasão da Iugoslávia pelo Eixo e a proclamação do Estado Independente da Croácia, os membros do partido foram um dos principais alvos dos Ustaše, com membros do partido sendo mortos, enviados para campos de concentração ou sendo expulsos para a Sérvia. Outros membros juntaram-se aos Chetniks ou aos partisans iugoslavos.